# SPES
Program SPES - (ang. Stimulation Plan for Economic Science) Program Stymulowania Nauk Ekonomicznych - program Unii Europejskiej z dziedziny ekonomicznej zainicjowany w 1989 roku. Jego nazwa jest akronimem od pełnej angielskiej nazwy programu. Dotyczy przede wszystkim stymulowanie mobilności kadry ekonomistów na obszarze UE i EFTA poprzez promocję współpracy w ramach projektów naukowo-badawczych oraz podnoszenia poziomu kształcenia. Do pozostałych zadań programu należy pomoc dla ekonomicznych środowisk uniwersyteckich (przede wszystkim Akademie Ekonomiczne i wyższe uczelnie kształcące z zakresu marketingu i zarządzania), zachęcanie młodych ekonomistów do dalszej pracy naukowo-badawczej (stypendia, fundusze na projekty) oraz wymiana informacji pomiędzy naukowcami państw należących do Unii Europejskiej oraz wspomaganie centrów badawczych.